# Dekanat Kraków-Krowodrza
Dekanat Kraków – Krowodrza – jeden z 45 dekanatów w rzymskokatolickiej archidiecezji krakowskiej.

## Parafie
W skład dekanatu wchodzi 11 parafii:
- parafia Chrystusa Odkupiciela Człowieka – Kraków Prądnik Biały (Prądnik Biały)
- parafia Najświętszej Marii Panny Matki Kościoła – Kraków-Prądnik Biały
- parafia Niepokalanego Poczęcia Najświętszej Marii Panny – Kraków Prądnik Biały (Azory)
- parafia Stygmatów św. Franciszka z Asyżu – Kraków Prądnik Biały (Bronowice Wielkie)
- parafia św. Jadwigi Królowej – Kraków Prądnik Biały (os. Krowodrza Górka)
- parafia św. Karola Boromeusza – Kraków Prądnik Biały (os. ks. Siemaszki)
- parafia św. Marii Magdaleny – Kraków Prądnik Biały (os. Witkowice Nowe)
- parafia św. Stanisława Biskupa Męczennika – Kraków Prądnik Biały (Tonie)
- parafia Narodzenia św. Jana Chrzciciela – Korzkiew
- parafia Matki Bożej Częstochowskiej – Wola Zachariaszowska
- parafia Narodzenia Najświętszej Marii Panny – Zielonki

## Sąsiednie dekanaty
Bolechowice, Kraków – Bronowice, Kraków – Centrum, Kraków – Prądnik, Skała (diec. kielecka)